# Tito Maria Cucchi
Tito Maria Cucchi (Cerasa, 2 marzo 1860 – Senigallia, 8 settembre 1938) è stato un teologo e vescovo cattolico italiano.

## Biografia
Nato in diocesi di Fano, abbracciò lo stato ecclesiastico e compì gli studi a Roma, dove fu alunno del pontificio seminario Pio e del collegio Sant'Apollinare: laureatosi in filosofia, teologia e in utroque iure, nel 1888 ottenne una cattedra al Sant'Apollinare e fu nominato socio della pontificia accademia San Tommaso d'Aquino; nel 1893 fu nominato rettore del seminario Pio.
Curò un'edizione in vari volumi delle opere del teologo domenicano Melchor Cano (De locis theologicis, Relectio de Sacramenti in genere, Relectio de sacramento Poenitentiae), pubblicati a Roma nel 1900.
Nel 1900 fu eletto vescovo di Senigallia; indisse il sinodo diocesano nel 1904, resse la diocesi fino alla morte, nel 1938.
Molte sue omelie e discorsi furono dati alle stampe.

## Genealogia episcopale e successione apostolica
La genealogia episcopale è:
- Cardinale Scipione Rebiba
- Cardinale Giulio Antonio Santori
- Cardinale Girolamo Bernerio, O.P.
- Arcivescovo Galeazzo Sanvitale
- Cardinale Ludovico Ludovisi
- Cardinale Luigi Caetani
- Cardinale Ulderico Carpegna
- Cardinale Paluzzo Paluzzi Altieri degli Albertoni
- Papa Benedetto XIII
- Papa Benedetto XIV
- Papa Clemente XIII
- Cardinale Marcantonio Colonna
- Cardinale Giacinto Sigismondo Gerdil, B.
- Cardinale Giulio Maria della Somaglia
- Cardinale Carlo Odescalchi, S.I.
- Cardinale Costantino Patrizi Naro
- Cardinale Lucido Maria Parocchi
- Vescovo Tito Maria Cucchi

La successione apostolica è:
- Arcivescovo Ettore Fronzi (1908)